# Buturlínovka
Buturlínovka (rus: Бутурлиновка) és una ciutat de l'óblast de Vorónej, a Rússia. El 2018 tenia 24.319 habitants.